# 통합교육
통합교육(Inclusive education)은 모든 사람이 의무교육을 포함한 모든 교육에 참여할 수 있도록 하는 원칙이다. 교육에서 모든 학생이 동등한 기회의 교육과 학습에 동등하게 접근할 수 있도록 포함하는 것을 의미한다. 특히 장애학생을 대상으로 쓰이는 경우가 많다. 
이 개념은 개별화 교육 프로그램을 통해 특수교육의 맥락에서 생겨났으며, 특수교육을 받는 학생들이 사회적 상호작용에서 더 성공하여 삶에서 더 나아가 성공할 수 있도록 혼합된 경험을 하는 것이 더 효과적이라는 생각에 기반을 두고 있으며, 장차 사회 내에서 장애인과 비장애인이 함께 살아갈 수 있도록 하는 수단을 학습하는 과정으로서 생각할 수 있다. 통합 모델의 구현 배경에 있는 철학은 장애인 학생의 교육을 위한 특수 교실 및 특수학교의 활용을 우선시하지 않지만, 여전히 이를 제공한다. 통합 교육 모델은 특수교육의 격리 모델에서 최대한 실용적인 방식으로 벗어나고자 하는 교육 행정가들에 의해 시행되며, 이는 일반 학생과 특수교육 학생 모두에게 사회적으로 유익하다는 생각에 기반을 둔다. 
이러한 관행의 실행은 다양하다. 학교들은 경증에서 중등도의 특수 요구를 가진 일부 학생들을 위해 통합 모델을 가장 자주 사용한다. 일반 교육과 "특수 교육" 프로그램을 분리하지 않는 완전 통합 학교는 드물며, 대신 모든 학생이 함께 학습하도록 학교가 재편된다.
대한민국 특수교육법은 21조에 특수교육대상자에 대한 통합교육을 규정하고, 각급 학교에 통합교육계획 및 특수학급을 설치하도록 하고 있다.

## 통합의 개념
통합교육의 통합은 ‘inclusion’, ‘integration’의 두 의미가 있다. 1990년대 중반까지는 통합을 ‘integration’의 의미로 사용되었다. Integration의 의미로서 통합은 “학생이 최소 제한적 환경(Least Restrictive Environment)에 배치되어 교육을 받아야 한다는 생각”을 기반으로 한 통합이었다. 그러나 이러한 통합은 학생을 일반 학생들이 있는 현장에 배치하는 것이 되었고, 교육의 질을 고려하지 않았다는 비판이 있었다. 이에 현재는 inclusion의 의미로서 통합을 사용하고 있으며, 부분을 전체의 일부분으로 보아야 한다는 시각을 반영한 의미의 통합을 사용하고 있다.

## 참고문헌
- Lindsay, Geoff. “Inclusive education: a critical perspective”. 《British Journal of Special Education》 30 (1): 3–12. doi:10.1111/1467-8527.00275.

## 같이 보기
- 교육
- 특수교육